# Yucatania sphaeroidocladus
Yucatania sphaeroidocladus är en svampdjursart som först beskrevs av Hartman och Hubbard 1999.  Yucatania sphaeroidocladus ingår i släktet Yucatania och familjen Thrombidae.
Artens utbredningsområde är Karibiska havet. Inga underarter finns listade i Catalogue of Life.